# Maria Isser
Maria Isser, née le 22 octobre 1929 à Matrei am Brenner et décédée le 25 février 2011 à Innsbruck, est une lugeuse autrichienne active dans les années 1950 et 1960.

## Carrière
D'origine tyrolienne, elle fait partie d'une famille de lugeurs et de bobeurs qui ont participé à des compétitions de niveau mondial.
Entre 1952 et 1955, elle remporte les quatre titres européens en simple mis en jeu, son autre titre étant obtenu en double en 1954. Lors des premiers Championnats du monde disputés à Oslo, elle est double médaillée d'argent en simple et en double. Ensuite, elle obtient trois autres médailles mondiales, devenant championne du monde à deux reprises en 1957 et 1960 et vice-championne en 1959.

## Palmarès

### Championnats du monde
- 2 médailles d'or : simple en 1957 et 1960
- 3 médailles d'argent : simple en 1955 et 1959, double en 1955

### Championnats d'Europe
- 5 médailles d'or : simple en 1952, 1953, 1594 et 1955, double en 1954
- 1 médaille d'argent : simple en 1956
- 1 médaille de bronze : simple en 1951